# Labellemontagne
 (janvier 2025).
Labellemontagne (S.A. Labellemontagne Management), anciennement Remy Loisirs, est un groupe spécialisé dans la gestion de stations de montagnes à « taille humaine » et familiales. Originaire des Vosges, son activité s'étend également dans les Alpes depuis 1996. La charte Labellemontagne a été créée en 2003 pour un regroupement des services et des activités du groupe sous une même enseigne.

## Historique

### Création dans les Vosges de la station La Bresse-Hohneck
En 1961, Jean-Marie Remy voit un potentiel pour la pratique des sports d’hiver à La Bresse Hohneck. Il agrandit l'hôtel familial et projette la création d'un domaine skiable. La station de La Bresse-Hohneck est créée en 1967 et un complexe commercial, avec restauration, location de skis et services annexes, est ajouté en 1970, au pied des pistes. 1987 marque la mise en service des premiers canons à neige de la station et en 1993 celle-ci propose du ski nocturne, avec 5 km de pistes éclairées.

### Développement dans les Alpes
L'année 1996 marque l'arrivée de Jean-Yves Remy, le fils de Jean-Marie, à la direction de l’entreprise familiale, et leur première implantation dans les Alpes, avec la reprise de Saint François Longchamp, station qui forme le « Grand Domaine » avec Valmorel. De 2000 à 2006 le groupe Remy Loisirs étend son emprise sur les Alpes, avec les reprises successives des stations de Val d'Allos 1800, d’Orcières Merlette 1850, de Pralognan-la-Vanoise, et des stations de l'Espace Diamant : Crest-Voland/Cohennoz, Notre-Dame-de-Bellecombe, Flumet et Praz-sur-Arly.

### Évolution de l'entreprise
En 2001 est créée une société de gestion de résidences de tourisme, en partenariat avec Odalys Vacances.
Après s'être séparé du Val d'Allos en 2008, Labellemontagne devient le nouveau nom du groupe en 2009, avec la création de la société anonyme Labellemontagne Management, ouverte à d'autres investisseurs. Le développement reprend en 2012, avec la reprise du domaine skiable de Manigod, partie intégrante du domaine La Clusaz-Manigod et la reprise du domaine skiable de Bardonnèche en Italie, première station du groupe hors de France.
À l'été 2016, le groupe se sépare de la station de Pralognan-la-Vanoise, dont la gérance avait été reprise en 2005.
Depuis 2018, l'entreprise exploite le Snow hall d'Amnéville.
En 2022, l'entreprise perd son contrat avec la station haut-alpine d'Orcières Merlette. La municipalité reprend les choses en main et créé une Société d'économie mixte (SAEM) pour exploiter le domaine.

## Stations

### Dans les Vosges
- La Bresse Hohneck (créée en 1967) ;
- La Schlucht (achetée en 1983).

### Dans les Alpes
- Savoie : 
  - Saint François Longchamp (reprise en 1996) ;
  - Notre-Dame-de-Bellecombe (reprise en 2006) ;
  - Flumet (reprise en 2006).

- Haute-Savoie :
  - Praz-sur-Arly (reprise en 2006) ;
  - Manigod (reprise en 2012).

- Hautes-Alpes :
  - Risoul (reprise en 2014)[3].

Labellemontagne possède également des hébergements touristiques à Val d'Allos 1800, dans le département des Alpes-de-Haute-Provence. Cette station faisait partie du groupe entre 2000 et 2008.

## Personnages clé
- Jean-Yves Remy : Président-directeur général ;
- Jean-Marie Remy : fondateur de la Station de La Bresse-Hohneck, (père de Jean-Yves Remy) décédé le 17 septembre 2023 à l'âge de 92 ans.